# Michael Moschen
Michael Moschen est un jongleur américain.
Il a incarné la jonglerie dans les États-Unis à partir des années 1980,. 

## Biographie

### Jeunesse
Moshen était condisciple de Penn Jillette lors de leurs études à Greenfield, dans le Massachusetts (classe de 1973). Ils ont travaillé ensemble à développer des routines de jonglage juste après l'obtention de leur diplôme.

### Carrière
En 1977, Moschen a participé à la première saison du Big Apple Circus (en).
Moschen est particulièrement connu pour sa maîtrise de la jonglerie de contact. Dans le film Labyrinthe, sorti en 1986, le personnage principal, Jareth, joué par David Bowie, est fréquemment vu en train de manipuler des balles de cristal de cette manière : ce sont les mains de Moschen que l'on voit alors. Pour les besoins du film, il se situait derrière Bowie lors des prises de vue, et devait travailler en aveugle, ce qui a nécessité de nombreux essais.
Il reçoit une bourse de la Fondation MacArthur en 1990.

Le Cirque du Soleil lui a demandé dans les années 1990 de créer une routine pour leur premier show permanent Mystère à Las Vegas. Cette routine, Manipulation, a finalement été intégrée au spectacle Quidam de 1996 à 1998.
Il a aussi collaboré avec des troupes de danse comme Pilobolus Dance Theater,.